# Molodîkivșciîna, Reșetîlivka
Molodîkivșciîna (în ucraineană Молодиківщина) este un sat în comuna Nova Mîhailivka din raionul Reșetîlivka, regiunea Poltava, Ucraina.

## Demografie
Componența lingvistică a localității Molodîkivșciîna
     Ucraineană (92%)
     Română (5,33%)
     Rusă (2,67%)
Conform recensământului din 2001, majoritatea populației localității Molodîkivșciîna era vorbitoare de ucraineană (92%), existând în minoritate și vorbitori de română (5,33%) și rusă (2,67%).